# Łysienie androgenowe

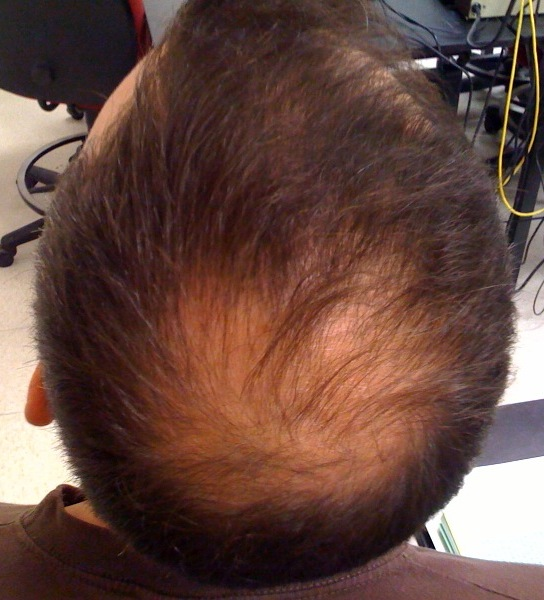
Łysienie androgenowe

Łysienie androgenowe – choroba, której podłożem w większości przypadków są uwarunkowania genetyczne. Charakteryzuje się zależnym od androgenów, postępującym wypadaniem włosów typu niebliznowaciejącego. Występuje u mężczyzn, jak i kobiet. Łysienie androgenowe dotyczy co najmniej 50% mężczyzn w wieku 50 lat oraz 40% kobiet w wieku 70 lat. Z uwagi na fakt, że dolegliwość dotyka głównie mężczyzn, bywa określana mianem łysienia typu męskiego.

## Przyczyny
Za bezpośrednią przyczynę łysienia androgenowego podaje się nadwrażliwość organizmu na dihydrotestosteron (DHT) – związek chemiczny będący pochodną męskiego hormonu testosteronu.
Dihydrotestosteron powstający z testosteronu pod wpływem enzymu 5α-reduktazy oddziałuje na receptory androgenowe mieszków włosowych, prowadząc do ich stopniowego zaniku, wskutek czego opóźnieniu ulega proces produkcji zdrowych włosów, produkowany włos staje się coraz cieńszy i krótszy, a w rezultacie zostaje on całkowicie zahamowany. Pacjenci, u których stwierdzono podwyższony poziom dihydrotestosteronu w skórze głowy, doświadczają skrócenia fazy rozwoju włosów. Łysieniu typu męskiego towarzyszy także natłuszczona skóra głowy, będąca wynikiem nadmiernego wydzielania łoju skórnego. Za inną przyczynę uznawane bywa zbyt duże napięcie mięśni skóry głowy.
Potwierdzono związek łysienia androgenowego z chorobą niedokrwienną serca, łysienie poniżej 36. roku życia jest istotnym czynnikiem ryzyka tej choroby.

## Przebieg

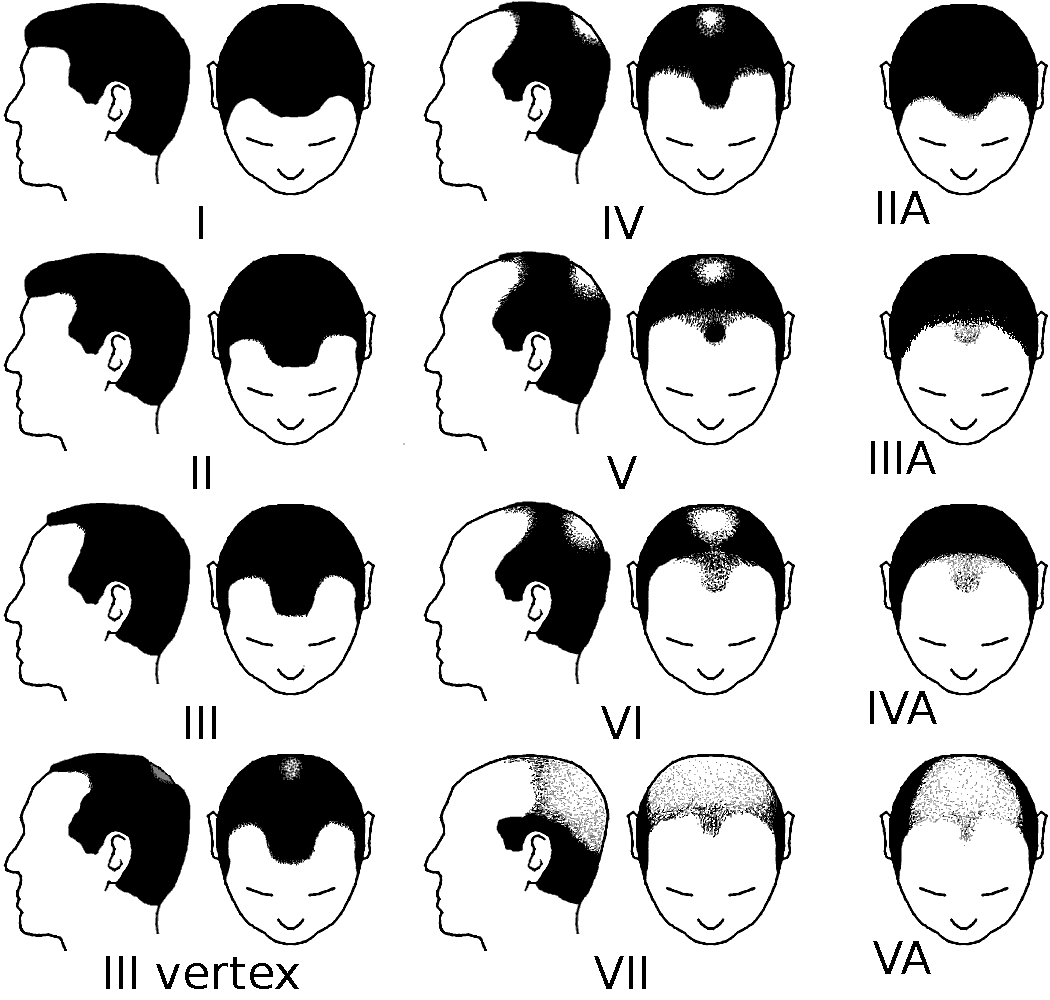
Skala pomiarowa Norwooda-Hamiltona stosowana do klasyfikowania rozległości i etapów łysienia typu męskiego

Pierwsze objawy łysienia androgenowego mogą ujawnić się już w wieku nastoletnim. Włosy w znacznym stopniu mogą wypadać już nawet kilkunastoletnim chłopcom.
Wyraźnym symptomem chorobowym jest rozpoczęcie procesu cofnięcia linii włosów, obejmującego obszar na skroniach i czole chorego. W dalszej kolejności proces zaczyna występować w części ciemieniowej (tzw. tonsura na szczycie głowy), następnie w kierunku skroni i ciemienia. Najczęściej pozostają włosy na potylicy i częściowo w okolicach skroniowych. Według klasyfikacji Hamiltona i Norwood wyróżnia się 7 stadiów rozwoju łysienia androgenowego typu męskiego.

### Łysienie androgenowe kobiet
Na dolegliwość łysienia androgenowego cierpią również kobiety, lecz w przebiegu różni się ono od tego u mężczyzn. U kobiet objawią się utratą gęstości na szczycie głowy bez przesunięcia linii włosów.
Niejednokrotnie łysienie jest wynikiem zaburzeń hormonalnych takich jak: zespół wielotorbielowatych jajników, zespół Cushinga (nadczynność kory nadnerczy pierwotna lub wtórna), zespół nadnerczowo-płciowy, guzy jajnika lub nadnerczy.

## Diagnostyka
Dokładne oglądanie owłosionej skóry głowy, test pociągania, rozstrzygająca jest biopsja.

## Leczenie
Można pozostawić bez leczenia. Wyróżnia się leczenie miejscowe i ogólne. W leczeniu miejscowym stosowany jest minoksydyl, rozszerzający naczynia mieszków włosowych, co powoduje stymulację mitoz komórek mieszka włosowego. W leczeniu ogólnym wykorzystuje się finasteryd, który hamuje enzym 5α-reduktazę. 
Jedną z nowoczesnych metod stosowanych w leczeniu łysienia androgenowego jest mezoterapia igłowa. Polega ona na wstrzykiwaniu bezpośrednio w skórę głowy preparatów zawierających różne substancje aktywne, takie jak witaminy, minerały, aminokwasy, peptydy biomimetyczne, kofeina, dekspantenol, a także specjalistyczne koktajle stymulujące wzrost włosów. Celem mezoterapii igłowej jest dostarczenie bezpośrednio do mieszków włosowych substancji, które mogą wspierać ich regenerację, wzrost oraz poprawić mikrokrążenie w skórze głowy. 
Przeszczepy włosów traktowane są jako metoda alternatywna.